# 兰多乌尔
兰多乌尔（Landour），是印度北阿坎德邦Dehradun县的一个城镇。总人口3250（2001年）。

## 人口
该地2001年总人口3250人，其中男性1797人，女性1453人；0—6岁人口276人，其中男137人，女139人；识字率78.18%，其中男性为84.97%，女性为69.79%。